# Berndt Steincke

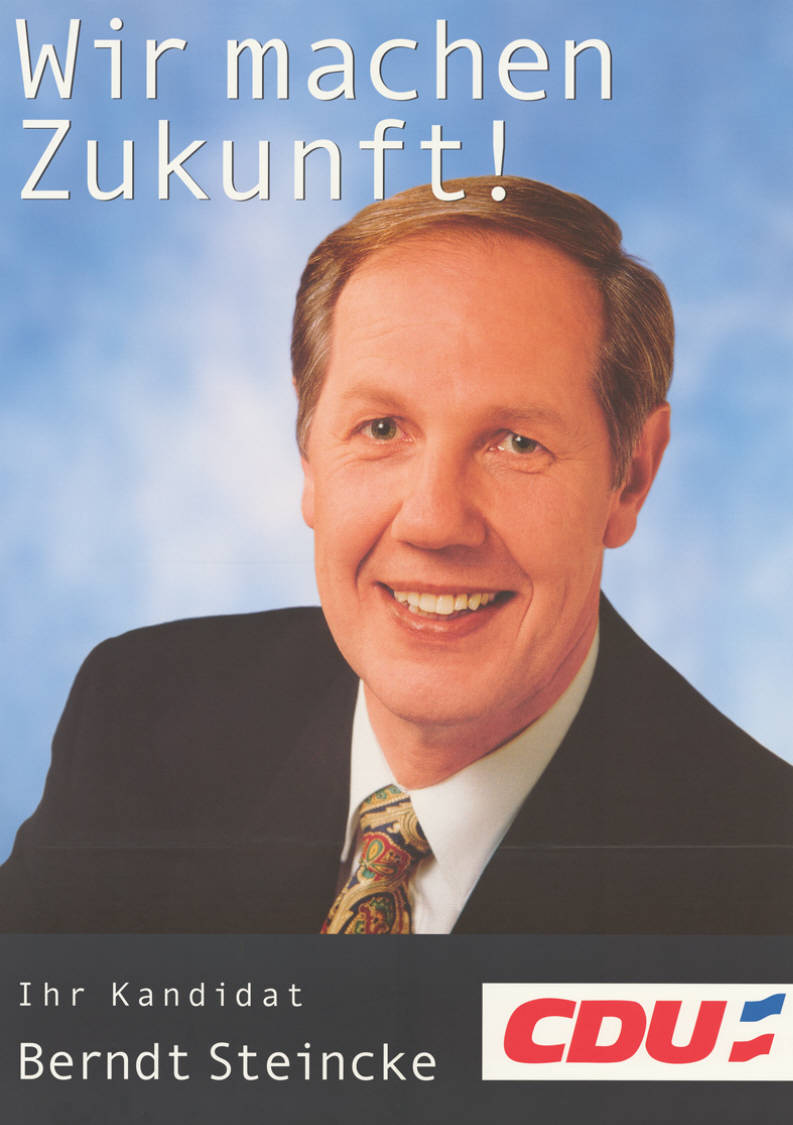
Berndt Steincke auf einem Landtagswahlplakat 2000

Berndt Steincke (* 5. März 1943 in Hamburg) ist ein deutscher Politiker (CDU).

## Leben
Berndt Steincke durchlief die Inspektorenausbildung in der öffentlichen Verwaltung. Danach wurde er Amtsrat beim Kreis Dithmarschen. Er war von 1974 bis 2003 Stadtverordneter in Heide sowie von 1982 bis 2003 Magistratsmitglied und Hauptausschussmitglied. Ferner war er erster Stadtrat und stellvertretender Bürgermeister in Heide, Vorsitzender der Heider CDU-Fraktion und von 1990 bis 2003 Mitglied des Vorstandes des Schleswig-Holsteinischen Städtebundes. Von 1996 bis 2005 war er Abgeordneter des Landtags von Schleswig-Holstein. 1996 wurde er im Landtagswahlkreis Dithmarschen-Nord direkt gewählt, 2000 zog er über die Landesliste ein.
Bernd Steincke ist stellvertretender Sprecher der Landesarbeitsgemeinschaft Schleswig-Holstein der überparteilichen Vereinigung „Gegen Vergessen – Für Demokratie e.V.“ und deren Sprecher für die Region Westküste.

## Auszeichnungen
Bernd Steincke ist Träger der Freiherr-vom-Stein-Gedenkmedaille und der Verdienstmedaille der Stadt Heide 1994 sowie Ehrenstadtrat der Stadt Heide. 2007 wurde er mit dem Verdienstkreuz am Bande der Bundesrepublik Deutschland ausgezeichnet.
Im November 2021 erhielt Steincke als Vorsitzender der Stiftung „Extremismus und Gewalt in Heide“ aus der Hand der stellvertretenden Ministerpräsidentin Monika Heinold den 1. Preis des Stiftungswettbewerbs in Anerkennung seines 17-jährigen Engagements zur Verhinderung von politischem Extremismus und Gewalt und Förderung der Demokratie.